# 2hollis
Hollis Frazier-Herndon (* 5. ledna 2004), spíše známý jako 2hollis (stylizováno jako 2hollis), je americký zpěvák, rapper a producent z Chicaga ve státě Illinois. Poprvé na sebe upozornil albem White Tiger z roku 2022. Jeho píseň Poster boy z roku 2023 byla zařazena jako součást soundtracku ke hře EA Sports FC 24. Další popularitu získal v roce 2024 po vydání singlů jako Crush a Trauma a následném vydání svého třetího studiového alba Boy.
V roce 2024 bylo oznámeno, že vystupuje jako předskokan na turné Kena Carsona. Následně Hollis oznámil své první severoamerické turné s názvem Leg One.

## Životopis
Frazier-Herndon se narodil v Chicagu ve státě Illinois, kde také vyrůstal, a v deseti letech se přestěhoval do Los Angeles v Kalifornii. Je synem hudebníka Johna Herndona, známého také jako A Grape Dope, a Kathryn Frazierové, spoluzakladatelky společnosti Owsla a manažerky Skrillexe. Hollis zahájil svou hudební kariéru cameem v pozadí hudebního klipu Skrillexe v roce 2011, v roce 2018 začal produkovat hudbu pod pseudonymem „Drippysoup".

## Diskografie

### Studiová alba
- White Tiger (2022)
- 2 (2023)
- Boy (2024)

### Mixtapy
- THE JARL (2021)
- FINALLY LOST (2022)

### EP
- GAME WORLD (2020)
- Tree (2020)
- META (2021)
- As Within, So Without (2022)
- ;;:;Lost FILES;;’’; (2022)

## Turné

### Headliner
- Leg One (2024)
- Boy EU tour (2024)

### Vedlejší:
- The Chaos Tour US (2024)